# Омикрон Северной Короны
Омикрон Северной Короны (лат. Omicron Coronae Borealis, Omi CrB) — звезда, которая находится в созвездии Северная Корона на расстоянии около 273 световых лет от нас. Вокруг звезды обращается, как минимум, одна планета.

## Характеристики
ο Северной Короны — звезда 5,51 видимой звёздной величины. Она представляет собой оранжевый гигант — светило намного крупнее и ярче, чем наше Солнце. Масса и радиус звезды составляет 2,13 и 10,5 солнечных соответственно. Температура её поверхности значительно меньше, чем у Солнца: приблизительно 4749 кельвинов. Светимость звезды превышает солнечную в 51,2 раза.

## Планетная система
В 2012 году группой японских астрономов под руководством Сато (Bun'ei Sato) из обсерватории Окаяма было объявлено об открытии планеты Омикрон Северной Короны b в системе. Это газовый гигант, превосходящий по массе Юпитер в полтора раза. Планета обращается на расстоянии 0,83 а.е. от родительской звезды, совершая полный оборот за 187 суток. Открытие планеты было совершено методом доплеровской спектроскопии.